# Azas a společníci
Azas a společníci byli římští vojáci asi o počtu 150. Za svou křesťanskou víru byli za vlády císaře Diocletiana zabiti v Isaurii.
Jejich svátek se slaví 19. listopadu.